# هيكتور فاسكونسيلوس
هيكتور فاسكونسيلوس (بالإسبانية: Héctor Vasconcelos)‏ هو سياسي مكسيكي، ولد في 1945 في مدينة مكسيكو في المكسيك.